# Buhl-Lorraine
Buhl-Lorraine (deutsch Bühl, 1940–44 Bühl am Kanal) ist eine französische Gemeinde mit 1191 Einwohnern (Stand 1. Januar 2022) im Département Moselle in der Region Grand Est (bis 2015 Lothringen).

## Geografie
Die Gemeinde Buhl-Lorraine liegt am Rhein-Marne-Kanal, unmittelbar südöstlich von Sarrebourg.
Zu Buhl-Lorraine gehören die Weiler Bettling, Jungforst, Mouckenhof (Mückenhof) und Neuhof.

## Geschichte
Der Ort wurde im 9. Jahrhundert erstmals als Bule erwähnt und wurde während des Dreißigjährigen Krieges entvölkert und aufgegeben. 1661 kam die Gegend an Frankreich und der Ort wurde wiederaufgebaut und neu besiedelt. Das Dorf war bis 1661 deutsch, kam dann zu Frankreich, wurde 1871 wieder deutsch und dann 1919 wieder französisch. In der Zeit von 1939 bis 1945 unterstand es wieder der deutschen Verwaltung und danach wieder der französischen.
Zu Beginn des Ersten Weltkrieges fand bei Buhl die Schlacht von Saarburg statt, 1919 wurde hier ein großes französisches Kriegerdenkmal errichtet. Auf dem Schlachtfeld steht bis heute das sogenannte Kreuz von Saarburg (französisch Croix de Buhl), bei dem am 20. August 1914 das Kreuz weggeschossen wurde, die Heilandsfigur aber aufrecht und unversehrt stehen blieb. Das Monument erlangte dadurch als Postkarten- und Fahnenmotiv große Bekanntheit. 
Am 10. März 1920 beschloss der Gemeinderat die Umbenennung von Buhl zu Buhl-Lorraine.

### Bevölkerungsentwicklung
| Jahr      | 1962 | 1968 | 1975 | 1982 | 1990 | 1999 | 2007 | 2019 |
| Einwohner | 615  | 652  | 768  | 786  | 817  | 1037 | 1118 | 1191 |

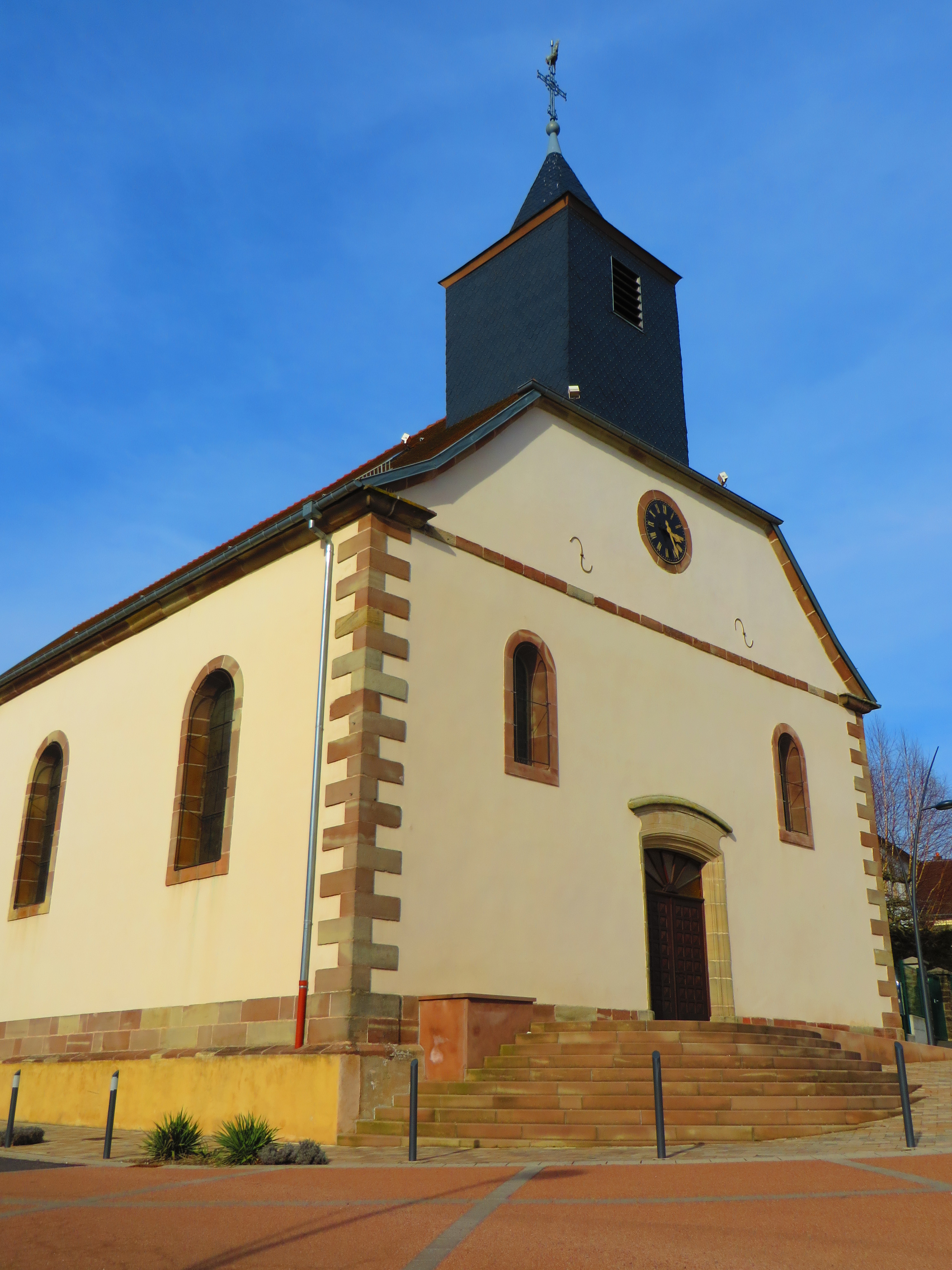
Kirche St. Gallus
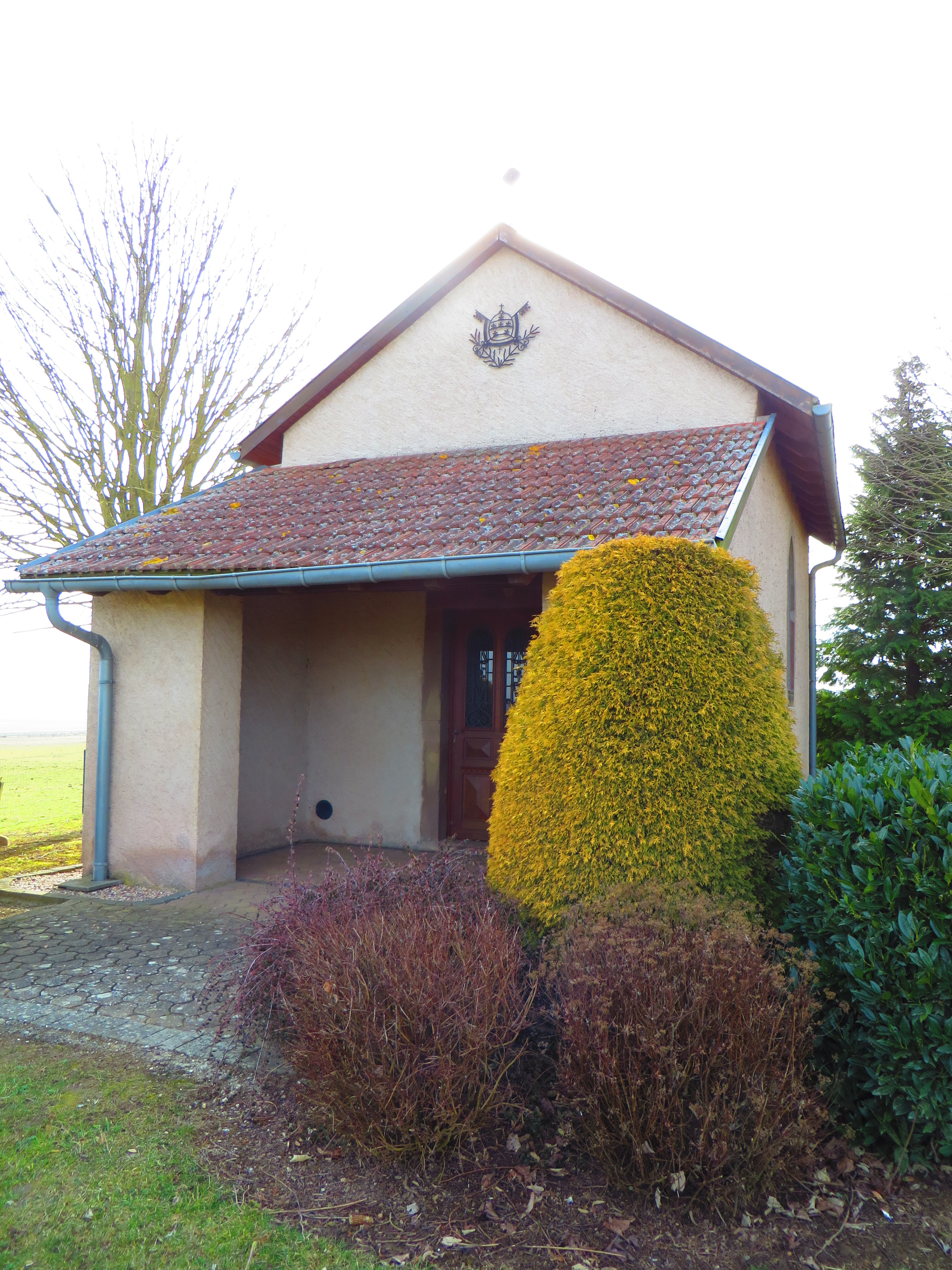
Kapelle St. Peter und Paul